# Хатангски залив
Ха̀тангският залин (на руски: Ха̀тангский залив) е залив в югозападната част на море Лаптеви, край югоизточния бряг на полуостров Таймир, в североизточната част на Красноярски край и крайната северозападна част на Якутия в Русия. Вдава се на 220 km навътре в сушата, максимална ширина 54 km, дълбочина до 29 m. На входа на залива е разположен остров Голям Бегичев, който го разделя на два отделни входа (протоци): Северен (ширина 13 km) и Източен (ширина 8 km). В залива се вливат множество реки: Хатанга, Голяма Балахня и др. Бреговете му са високи, стръмни и силно разчленени. Приливите са полуденонощни, с амплитуда до 1,4 m. Голяма част от годината е покрит с ледове.

## Топографска карта
- Топографск карта S-49,50; М 1:1 000 000[2]